# 50 (număr)
50 (cincizeci, pronunțat în tempo rapid și cinzeci) este numărul natural care urmează după 49 și precede pe 51.

## În matematică
Cincizeci este cel mai mic număr care reprezintă suma a două pătrate perfecte diferite de zero în două moduri diferite: 50 = 12 + 72 = 52 + 52. Este, de asemenea, suma a trei pătrate, 50 = 32 + 42 + 52 și suma a patru pătrate, 50 = 62 + 32 + 22 + 12. Este un număr harshad în baza 10.
Nu există nicio soluție a ecuației φ(x) = 50, adică 50 este un număr nontotient. De asemenea, nu există o soluție a ecuației x − φ(x) = 50, adică 50 este un număr noncototient.
Este un număr piramidal hexagonal.
Este un număr rotund.

## În știință
- Numărul atomic al staniului.
- Este al cincilea număr magic în fizica nucleară.[9]

### Astronomie
- Obiectul Messier M50  se află în constelația Licornul.
- Obiectul NGC 50 din New General Catalogue este o galaxie eliptică situată în constelația Balena.
- 50 Virginia este un asteroid de tip Ch (X) din centura de asteroizi a Sistemului Solar
- 50P/Arend este o cometă periodică din sistemul solar.

## În religie
- În Cabală, există 50 de Porți ale Înțelepciunii (sau ale Înțelegerii) și 50 de Porți ale Impurității.
- Este numărul tradițional de ani dintr-o perioadă de jubileu.[10]
- Sărbătoarea creștină a Rusaliilor are loc  întotdeauna duminica, la 50 de zile după Paști.

## În sport
- One Day International (ODI) este o varianta de cricket în care se joacă 50 de over (de serii) pe echipă.[11] (60 de overs până în 1983).[12][13]

## În cultura populară
- 50 Cent, rapper american.
- Fifty (Cincizeci) este un film nigerian din 2015.
- Labatt 50, bere canadiană.
- 50 (album), album din 2016 de Rick Astley.
- 50 ani: Best of Phoenix 1962–2012, o compilație cu piese ale formației Phoenix apărută în luna decembrie a anului 2012.

## Alte domenii
- +50 nu este alocat ca prefix telefonic internațional.[14]
- 50 de state  și un district federal formează Statele Unite ale Americii.
- Procentul 50% este echivalent cu jumătate.
- Este limita de viteză în localități, în kilometri pe oră, în mai multe țări.
- După 50 de ani de căsătorie este aniversată nunta de aur.[15]
- 50 Let Pobedî, un spărgător de gheață cu propulsie nucleară rusesc din clasa Arktika
- 50 de minute cu Pleșu și Liiceanu, emisiune televizată săptămânală
- 50 î.Hr., un an din secolul I î.Hr.
- Este codul de țară UIC al Federației Bosniei și Herțegovinei (entitate din BiH).[16]